# Danuria fusca
Danuria fusca är en bönsyrseart som beskrevs av Giglio-tos 1914. Danuria fusca ingår i släktet Danuria och familjen Mantidae. Inga underarter finns listade i Catalogue of Life.